# Alte Pianure
Le Alte Pianure (in inglese High Plains) sono una sottoregione delle Grandi Pianure principalmente negli Stati Uniti occidentali, ma anche in parte negli stati del Midwest del Nebraska, del Kansas e del Dakota del Sud, generalmente comprendendo la parte occidentale delle Grandi Pianure prima che la regione raggiunga le Montagne Rocciose. Le Alte Pianure si trovano nel Wyoming sud-orientale, nel Dakota del Sud sud-occidentale, nel Nebraska occidentale, nel Colorado orientale, nel Kansas occidentale, nel Nuovo Messico orientale, nell'Oklahoma occidentale e a sud del Texas Panhandle. La regione meridionale della regione ecologica delle Alte Pianure Occidentali contiene la formazione geologica conosciuta come Llano Estacado che può essere vista da una breve distanza o da mappe satellitari. Da est a ovest, le Alte Pianure aumentano in elevazione da circa 1 160 piedi (350 m)  a oltre 7 800 piedi (2 400 m).

## Nome
Il termine "Grandi Pianure" non venne generalmente usato fino all'inizio del XX secolo per descrivere la regione ad ovest del 96º o 98º meridiano e ad est delle Montagne Rocciose. Lo studio di Nevin Finneman del 1916, Physiographic Subdivision of the United States, fece divenire più comune il termine Grandi Pianure. Prima del 1916, la regione era quasi invariabilmente definita come "Grandi Pianure", in contrasto con le basse praterie degli Stati Uniti d'America medio-occidentali. Oggi il termine "Alte Pianure" è generalmente utilizzato per una sottoregione, piuttosto che per le intere Grandi Pianure.

## Geografia e clima
Le Alte Pianure hanno un clima fresco semiarido, BSk secondo la classificazione dei climi di Köppen, con circa 250–510 mm di precipitazioni annue.
A causa della bassa umidità e delle elevate altitudini, nelle Alte Pianure si verificano comunemente grandi variazioni ed estremi nelle temperature. La variazione dal giorno alla notte è di circa 16,5 °C, e sono possibili variazioni sulle 24 ore anche di 55,5 °C, escursioni avvenute in alcune occasioni a Browning (Montana), dove dal 23 al 24 gennaio 1916 la temperatura è precipitata da 7 a –49 °C; questo rappresenta il record mondiale di escursione termica in 24 ore. La regione è conosciuta per i suoi venti costanti, e talvolta intensi, che giungono da ovest; i venti diventano considerevolmente gelidi durante l'inverno. Lo sviluppo di parchi eolici nelle Alte Pianure è una delle recenti aree di sviluppo economico.
Le Alte Pianure hanno elevazioni abnormalmente elevate; di recente sono state proposte spiegazioni per queste elevate altitudini. Dato che la placca Farallon fu subdotta nel mantello che si trovava sotto la regione, l'acqua rimase intrappolata nei minerali della lastra in pendenza, e venne spinta verso l'alto nella crosta inferiore. All'interno della crosta, l'acqua portò all'idratazione di granato denso all'interno di anfibolo e mica a più bassa densità. La risultante crescita del volume della crosta innalzò la regione di circa un miglio.

## Flora
La flora diffusa nella regione comprende praterie di erba bassa, opuntie e arbusti. La steppa di artemisie è anche presente, in particolare nelle aree elevate e secche vicine alle Montagne Rocciose.

## Economia
L'agricoltura nella forma di ranching di bestiame e coltivazione di farina, mais e girasole è la principale attività economica della regione. L'aridità della regione necessita metodi di coltivazione per terre aride, oppure l'irrigazione; gran parte dell'acqua necessaria per l'irrigazione viene prelevata dalla falda acquifera Ogallala, che rende possibile la coltivazione di raccolti ad alto consumo di acqua come il mais, che l'aridità della regione diversamente non consentirebbe. Alcune aree delle Alte Pianure contengono depositi di petrolio e gas naturale.
La combinazione di petrolio, gas naturale ed energia eolica, insieme all'abbondanza di acqua sotterranea, ha permesso ad alcune aree (come il Texas occidentale) di sostenere diverse attività economiche, inclusa industria occasionale. Ad esempio, la raffineria Asarco ad Amarillo, in Texas, è in funzione dal 1924 per via dell'abbondante gas naturale facilmente prelevabile e dell'acqua che sono necessari per la raffinazione di materiali metallici.

## Demografia
Le Alte Pianure hanno una delle densità di popolazione più basse degli Stati Uniti d'America contigui; il Wyoming, ad esempio, ha la seconda densità di popolazione più bassa della nazione, dopo l'Alaska. In contrasto con la crescita stagnante della popolazione nelle zone occidentali e settentrionali delle Alte Pianure, le città del Texas occidentale hanno mostrato crescite superiori; Amarillo e Lubbock in Texas hanno entrambe popolazioni prossime o superiori a 200.000 persone, e continuano a crescere. Le città più piccole, d'altra parte, spesso vedono decrescere la loro popolazione.

## Principali città
- Alliance, Nebraska
- Amarillo, Texas
- Aurora, Colorado
- Benkelman, Nebraska
- Colby, Kansas
- Chadron, Nebraska
- Chappell, Nebraska
- Cheyenne, Wyoming
- Clovis, Nuovo Messico
- Colorado Springs, Colorado
- Denver, Colorado
- Dodge City, Kansas
- Fort Morgan, Colorado
- Garden City, Kansas
- Goodland, Kansas
- Gering, Nebraska
- Grant, Nebraska
- Greeley, Colorado
- Guymon, Oklahoma
- Hays, Kansas
- Hobbs, Nuovo Messico
- Imperial, Nebraska
- Kimball, Nebraska
- La Junta, Colorado
- Lamar, Colorado
- Las Vegas, Nuovo Messico
- Liberal, Kansas
- Limon, Colorado
- Lubbock, Texas
- Midland, Texas
- Odessa, Texas
- Ogallala, Nebraska
- Pecos, Texas
- Pine Ridge, Dakota del Sud
- Porcupine, Dakota del Sud
- Portales, Nuovo Messico
- Roswell, Nuovo Messico
- Sidney, Nebraska
- Santa Rosa, Nuovo Messico
- Scottsbluff, Nebraska
- Sterling, Colorado
- Tucumcari, Nuovo Messico
- Ulysses, Kansas
- Vaughn, Nuovo Messico
- Willard, Colorado

## Galleria d'immagini

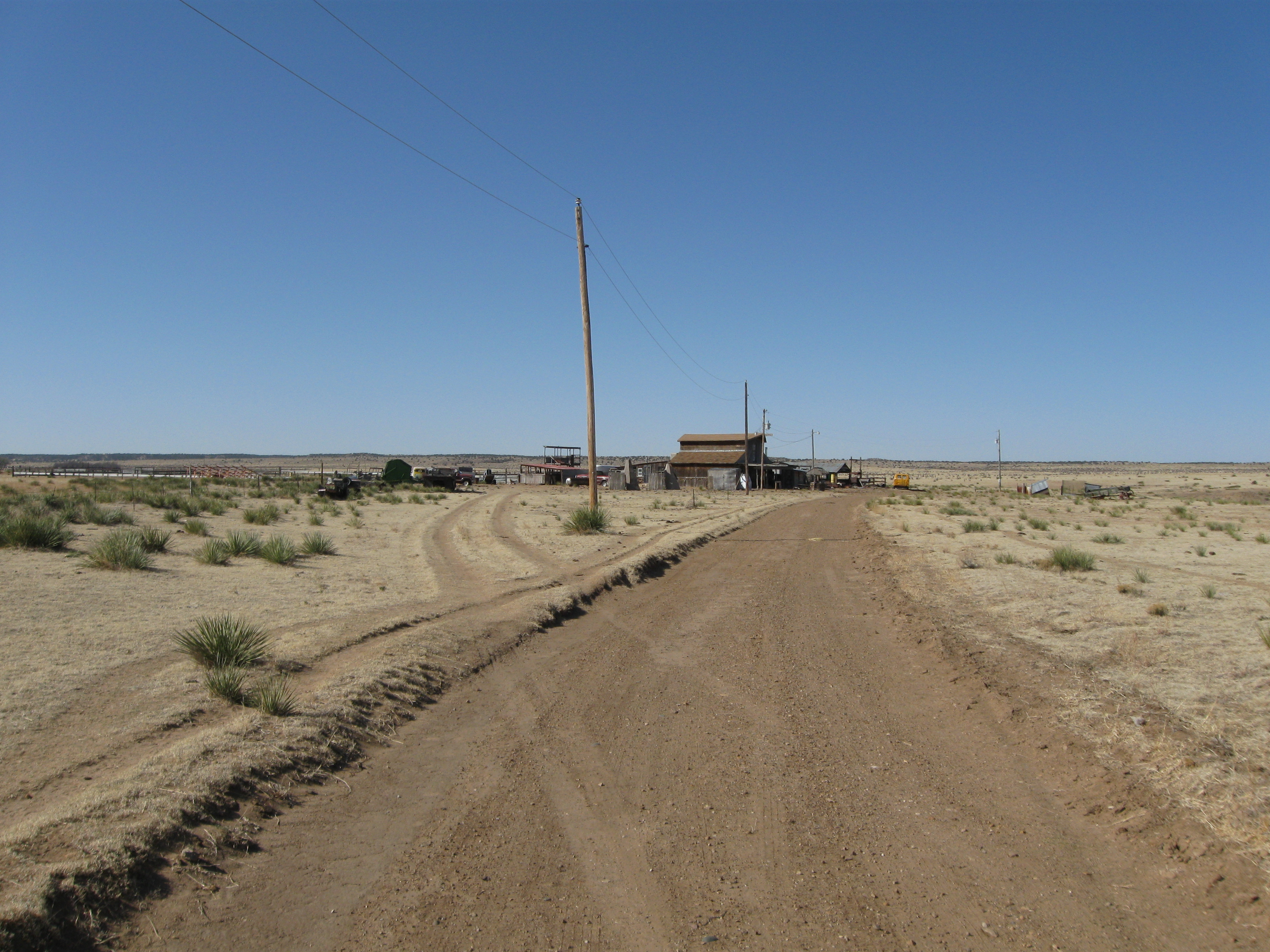
Alte Pianure nell'Oklahoma Panhandle ad ovest di Guymon (2009)
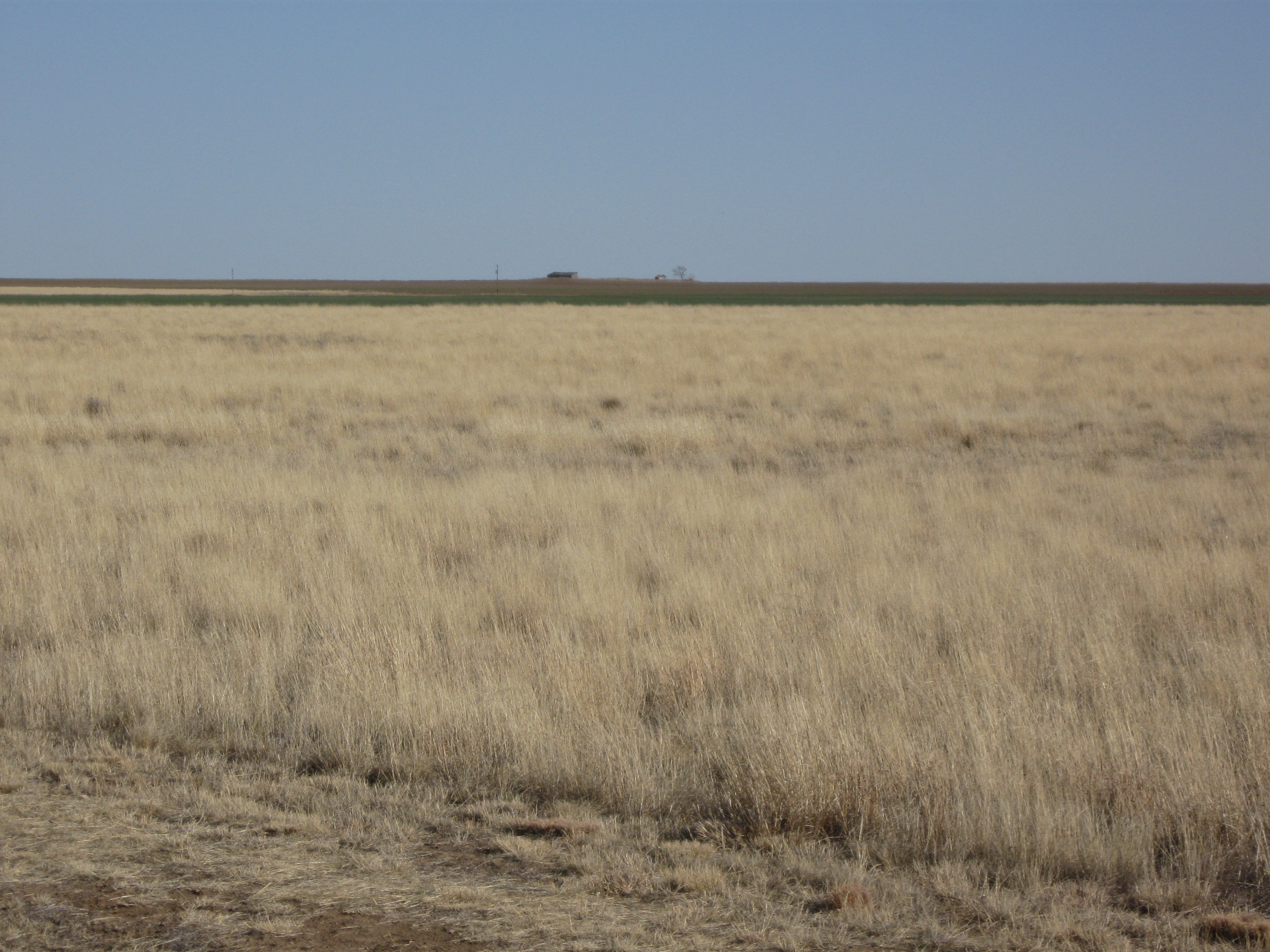
Contea di Cimarron presso Boise City. (2009)
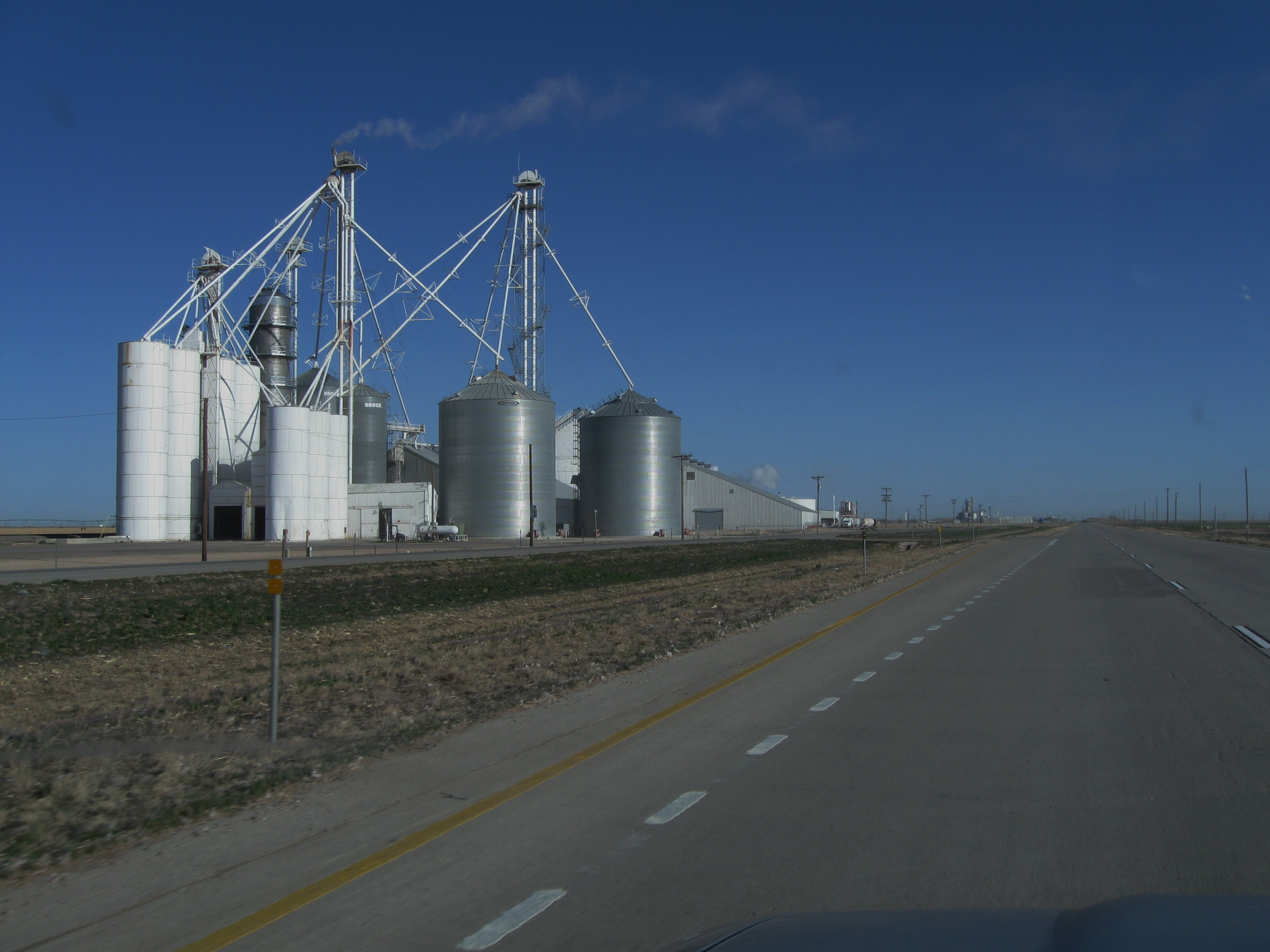
Silos di grano, molto comuni nelle Alte Pianure. (2009)
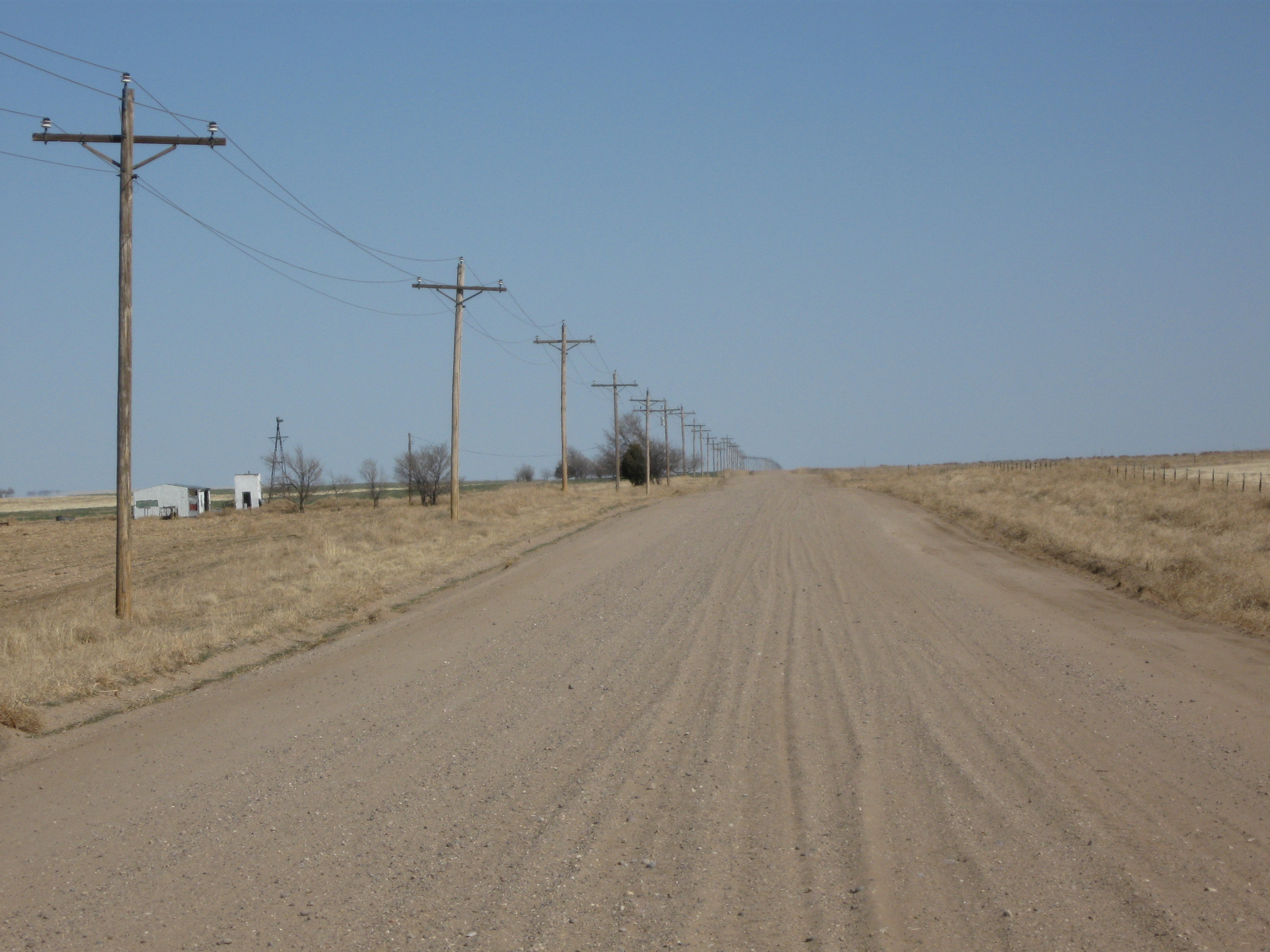
Alte Pianure nel Colorado sud-orientale (2009)
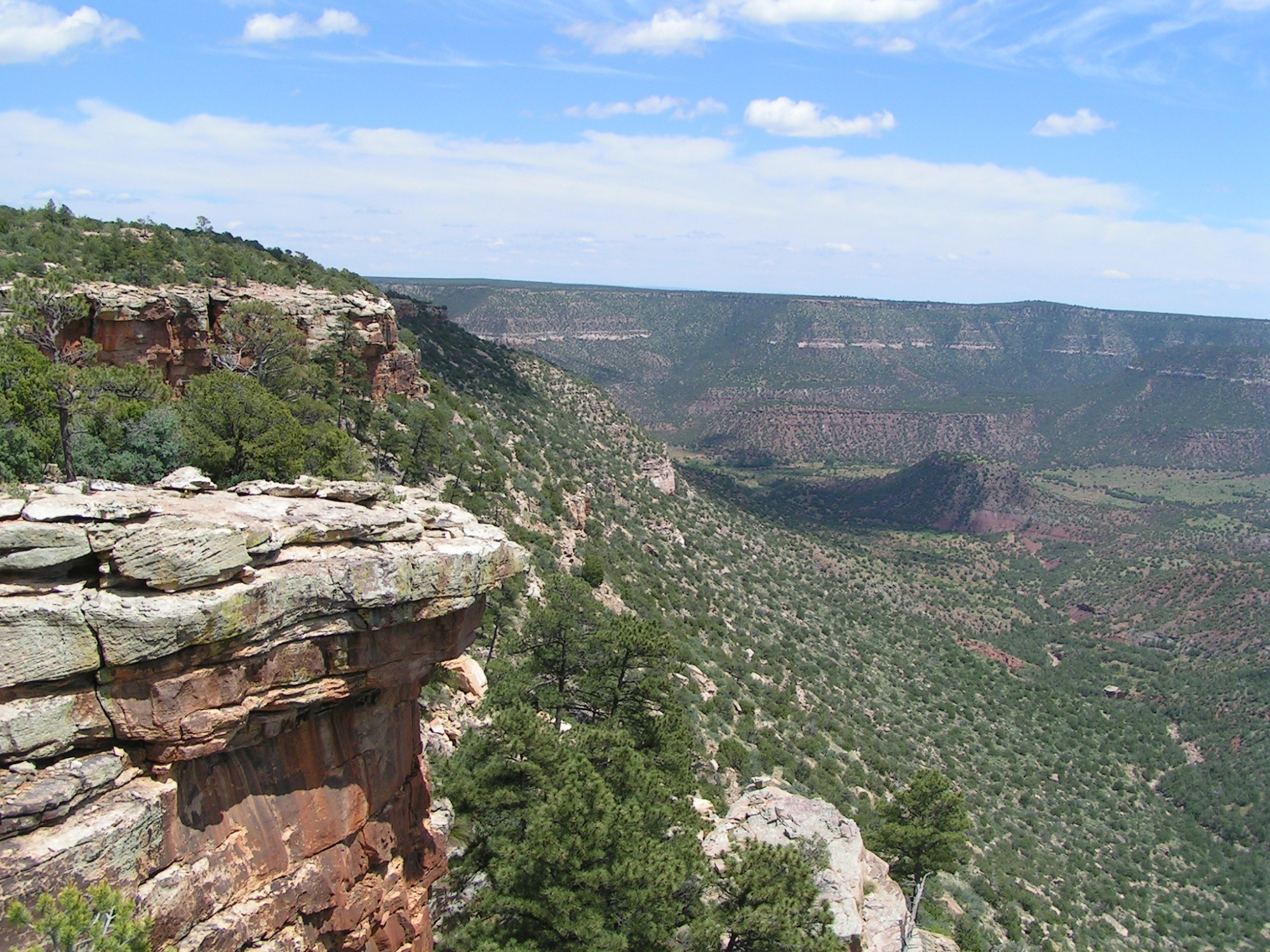
Le Alte Pianure sono inframmezzate da canyon, come questo nel Sabinoso Wilderness nel Nuovo Messico.